# Tobias Hegewald
Tobias Hegewald (ur. 3 sierpnia 1989 roku w Neuwied) – niemiecki kierowca wyścigowy.

## Kariera

### Formuła BMW
Po zakończeniu kariery kartingowej, Niemiec rozpoczął starty w wyścigach open-wheel, debiutując w roku 2005 w Niemieckiej Formule BMW. Starty w niej kontynuował również w kolejnym sezonie. W pierwszym podejściu zmagania zakończył na 20. miejscu, natomiast w drugim był trzynasty. W tym samym czasie gościnnie wystąpił w czterech podwójnych rundach amerykańskiego cyklu. Największym sukcesem Niemca było dwukrotne zdobycie pole position. Uzyskane punkty pozwoliły Hegewaldowi zajął w ostatecznej klasyfikacji odpowiednio 15. i 14. pozycję.

### Formuła Renault
W latach 2007–2008 Tobias dzielił starty między północnoeuropejski a Europejski Puchar Formuły Renault, w zespole Motorsport Arena i Motopark Academy. W pierwszym roku startów zakończył je odpowiednio na drugim (zwyciężył w trzech wyścigach) i trzynastym miejscu. W drugim natomiast, dzięki współpracy z konkurencyjną niemiecką ekipą Motopark Academy, zaliczył znaczny progres w europejskiej edycji (zajął piąte miejsce), natomiast w północnoeuropejskiej (ponownie w Motorsport Arena) nie liczył się w walce o tytuł (sezon został zdominowany przez Fina Valtteri Bottasa) i zmagania ukończył dopiero na trzeciej pozycji, z dorobkiem zaledwie jednego zwycięstwa. Oprócz udziału w Formule Renault, Niemiec wziął również udział w trzech podwójnych rundach Formuły Palmer Audi Autumn Trophy. Został w niej sklasyfikowany na 7. lokacie w końcowej klasyfikacji.

### Formuła 2
W sezonie 2009 Tobias zaangażował się w nowo utworzoną Formulę 2, w której wszyscy kierowcy mają do dyspozycji identyczny bolid. Pokazał swój talent, całkowicie dominując rywalizację na długim i trudnym belgijskim torze Spa-Francorchamps, gdzie wygrał wszystkie dwa wyścigi, dwukrotnie startował z pole position oraz dwukrotnie był autorem najlepszego czasu okrążenia. W wyniku wyraźnie słabszej dyspozycji na innych obiektach (tylko raz stanął na podium, zdobywając trzecie miejsce na brytyjskim torze w Donington Park, uprzednio startując na nim z pierwszego miejsca) nie był w stanie walczyć o końcowy triumf i ostatecznie zajął na koniec sezonu zaledwie 6. pozycję. Oprócz tego, w maju, za sprawą austriackiej ekipy Interwetten.com, Niemiec gościnnie wystąpił w drugiej rundzie cyklu World Series by Renault, na szczęśliwym dla siebie belgijskim obiekcie. Oba wyścigu zakończył jednak w drugiej dziesiątce.

### Seria GP3
Na sezon 2010 Hegewald podpisał kontrakt z niemieckim zespołem RSC Mücke Motorsport, na starty w nowo utworzonej serii GP3. Debiut w serii nie był jednak udany dla Niemca, który tylko dwukrotnie dojechał na punktowanej pozycji (na brytyjskim obiekcie Silverstone zajął 4. i 6. miejsc). Skromny dorobek punktowy pozwolił mu na zajęcie odległej 22. lokaty w klasyfikacji generalnej.

## Wyniki
| Sezon | Seria     | Numer | Zespół               | Samochód            | Wyniki w poszczególnych eliminacjach | Wyniki w poszczególnych eliminacjach | Wyniki w poszczególnych eliminacjach | Wyniki w poszczególnych eliminacjach | Wyniki w poszczególnych eliminacjach | Wyniki w poszczególnych eliminacjach | Wyniki w poszczególnych eliminacjach | Wyniki w poszczególnych eliminacjach | Wyniki w poszczególnych eliminacjach | Wyniki w poszczególnych eliminacjach | Wyniki w poszczególnych eliminacjach | Wyniki w poszczególnych eliminacjach | Wyniki w poszczególnych eliminacjach | Wyniki w poszczególnych eliminacjach | Wyniki w poszczególnych eliminacjach | Wyniki w poszczególnych eliminacjach | Punkty | Miejsce |
| ----- | --------- | ----- | -------------------- | ------------------- | ------------------------------------ | ------------------------------------ | ------------------------------------ | ------------------------------------ | ------------------------------------ | ------------------------------------ | ------------------------------------ | ------------------------------------ | ------------------------------------ | ------------------------------------ | ------------------------------------ | ------------------------------------ | ------------------------------------ | ------------------------------------ | ------------------------------------ | ------------------------------------ | ------ | ------- |
| 2009  | Formuła 2 | 8.    | MotorSport Vision    | Williams JPH1       | VAL1                                 | VAL2                                 | BRN1                                 | BRN2                                 | SPA1                                 | SPA2                                 | BRH1                                 | BRH2                                 | DON1                                 | DON2                                 | OSC1                                 | OSC2                                 | IMO1                                 | IMO2                                 | CAT1                                 | CAT2                                 | 46     | 6       |
| 2009  | Formuła 2 | 8.    | MotorSport Vision    | Williams JPH1       | NU                                   | 9                                    | 15                                   | 7                                    | 1                                    | 1                                    | 15                                   | 6                                    | 3                                    | 6                                    | NU                                   | 6                                    | NU                                   | 4                                    | 9                                    | 5                                    | 46     | 6       |
| 2010  | Seria GP3 | 12.   | RSC Mücke Motorsport | Dallara Renault 2.2 | ESP1                                 | ESP2                                 | TUR1                                 | TUR2                                 | VAL1                                 | VAL2                                 | GBR1                                 | GBR2                                 | DEU1                                 | DEU2                                 | HUN1                                 | HUN2                                 | BEL1                                 | BEL2                                 | ITA1                                 | ITA2                                 | 5      | 22      |
| 2010  | Seria GP3 | 12.   | RSC Mücke Motorsport | Dallara Renault 2.2 | 17                                   | 13                                   | 16                                   | 15                                   | 9                                    | 29†                                  | 4                                    | 6                                    | NU                                   | NU                                   | 15                                   | NU                                   | 11                                   | 8                                    | 10                                   | 11                                   | 5      | 22      |

## Wyniki w Formule Renault 3.5
| Legenda oznaczeń w tabelach wyników Wyświetl szablon na nowej stronie | Legenda oznaczeń w tabelach wyników Wyświetl szablon na nowej stronie                                                                     |
| Oznaczenie                                                            | Wyjaśnienie |
| --------------------------------------------------------------------- | --- |
| Złoty                                                                 | Zwycięzca lub mistrzostwo |
| Srebrny                                                               | 2. miejsce lub wicemistrzostwo |
| Brązowy                                                               | 3. miejsce lub II wicemistrzostwo |
| Zielony                                                               | Ukończył, punktował (w klasyfikacji generalnej, gdy zdobył co najmniej jeden punkt na przestrzeni sezonu, poza trzema powyższymi opcjami) |
| Niebieski                                                             | Ukończył, nie punktował (w klasyfikacji generalnej, gdy nie zdobył co najmniej jednego punktu na przestrzeni sezonu)                      |
| Czerwony                                                              | Nie zakwalifikował się (NZ) |
| Czerwony                                                              | Nie prekwalifikował się (NPK) |
| Różowy                                                                | Nie ukończył (NU) |
| Różowy                                                                | Niesklasyfikowany (NS) (w klasyfikacji generalnej, gdy nie został sklasyfikowany w żadnym wyścigu sezonu)                                 |
| Czarny                                                                | Zdyskwalifikowany (DK) |
| Czarny                                                                | Wykluczony (WYK/EX) |
| Biały                                                                 | Nie wystartował (NW) |
| Biały                                                                 | Kontuzjowany (K/INJ) |
| Biały                                                                 | Wyścig odwołany (OD/C) |
| Bez koloru                                                            | Został wycofany (WYC/WD) |
| Bez koloru                                                            | Nie przybył (NP/DNA) |
| Bez koloru                                                            | Nie brał udziału w treningach (NT/DNP) |
| Bez koloru                                                            | Nie został zgłoszony (–) |
| Pogrubienie                                                           | Start z pole position |
| Kursywa                                                               | Najszybsze okrążenie wyścigu |
| †                                                                     | Nie ukończył, ale jego rezultat został zaliczony ze względu na przejechanie więcej niż 90% dystansu wyścigu.                              |
| *                                                                     | Sezon w trakcie |
| 1/2/3                                                                 | Punktowana pozycja w sprincie kwalifikacyjnym                                                                                             |
| Lista systemów punktacji Formuły 1                                    | |

| Rok  | Zespół                 | Wyniki w poszczególnych eliminacjach | Wyniki w poszczególnych eliminacjach | Wyniki w poszczególnych eliminacjach | Wyniki w poszczególnych eliminacjach | Wyniki w poszczególnych eliminacjach | Wyniki w poszczególnych eliminacjach | Wyniki w poszczególnych eliminacjach | Wyniki w poszczególnych eliminacjach | Wyniki w poszczególnych eliminacjach | Wyniki w poszczególnych eliminacjach | Wyniki w poszczególnych eliminacjach | Wyniki w poszczególnych eliminacjach | Wyniki w poszczególnych eliminacjach | Wyniki w poszczególnych eliminacjach | Wyniki w poszczególnych eliminacjach | Wyniki w poszczególnych eliminacjach | Wyniki w poszczególnych eliminacjach | Punkty | Pozycja |
| ---- | ---------------------- | ------------------------------------ | ------------------------------------ | ------------------------------------ | ------------------------------------ | ------------------------------------ | ------------------------------------ | ------------------------------------ | ------------------------------------ | ------------------------------------ | ------------------------------------ | ------------------------------------ | ------------------------------------ | ------------------------------------ | ------------------------------------ | ------------------------------------ | ------------------------------------ | ------------------------------------ | ------ | ------- |
| 2009 | Interwetten.com Racing | CAT                                  | CAT                                  | BEL                                  | BEL                                  | MON                                  | HUN                                  | HUN                                  | GBR                                  | GBR                                  | FRA                                  | FRA                                  | PRT                                  | PRT                                  | DEU                                  | DEU                                  | ARA                                  | ARA                                  | 0      | 33      |
| 2009 | Interwetten.com Racing | -                                    | -                                    | 14                                   | 16                                   | -                                    | -                                    | -                                    | -                                    | -                                    | -                                    | -                                    | -                                    | -                                    | -                                    | -                                    | -                                    | -                                    | 0      | 33      |